# Violinofón

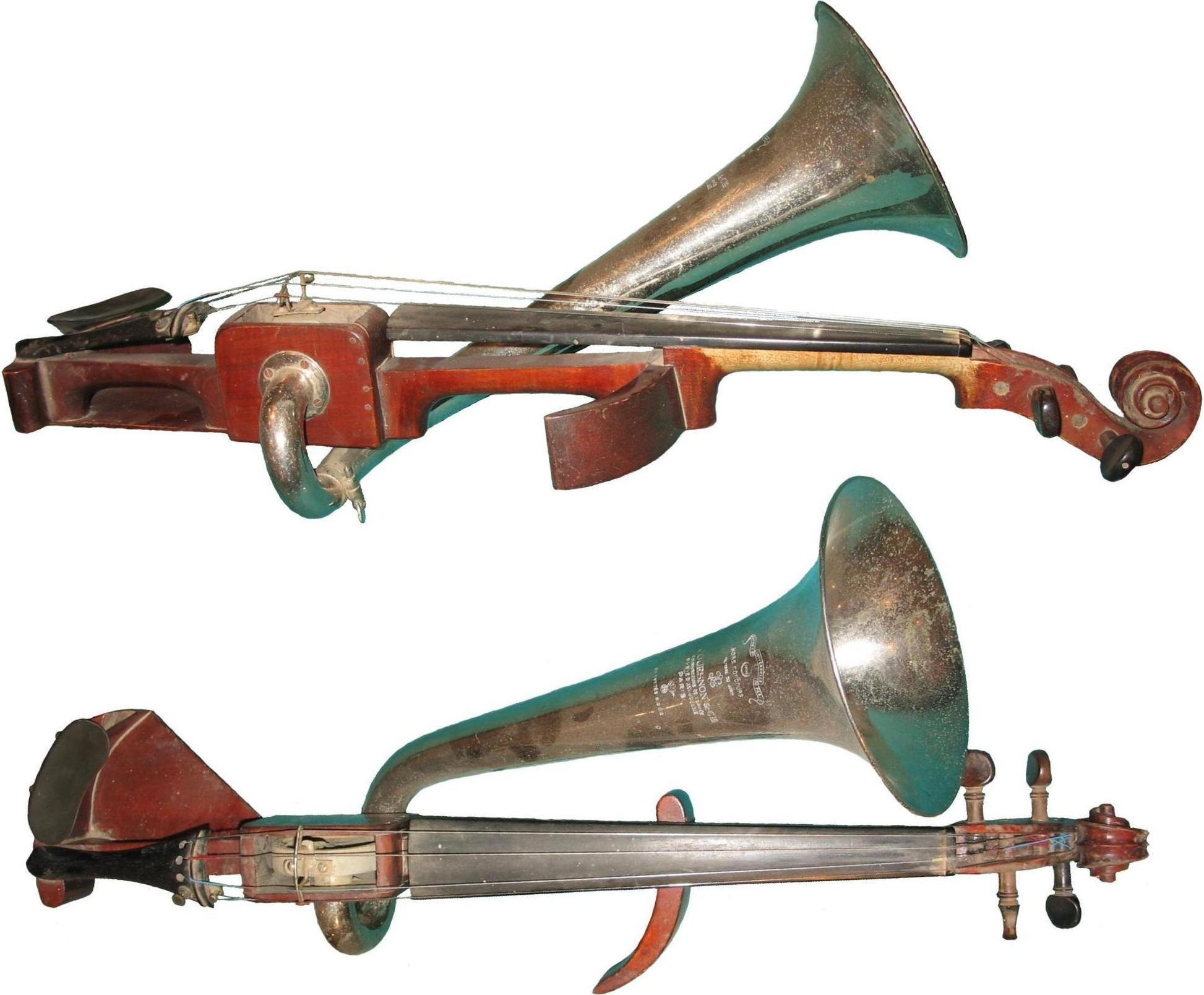
Violinofón

Un violinofón es un tipo de violín que amplifica su sonido a través de un pabellón de metal (como en los instrumentos de viento de metal), en lugar de hacerlo en una caja resonadora de madera  como el violín. El primer invento fue el violín Stroh, del alemán Johannes Matthias Augustus Stroh, patentado en 1899. En la actualidad hay varios tipos de violinofones, especialmente en Rumania y los Balcanes.

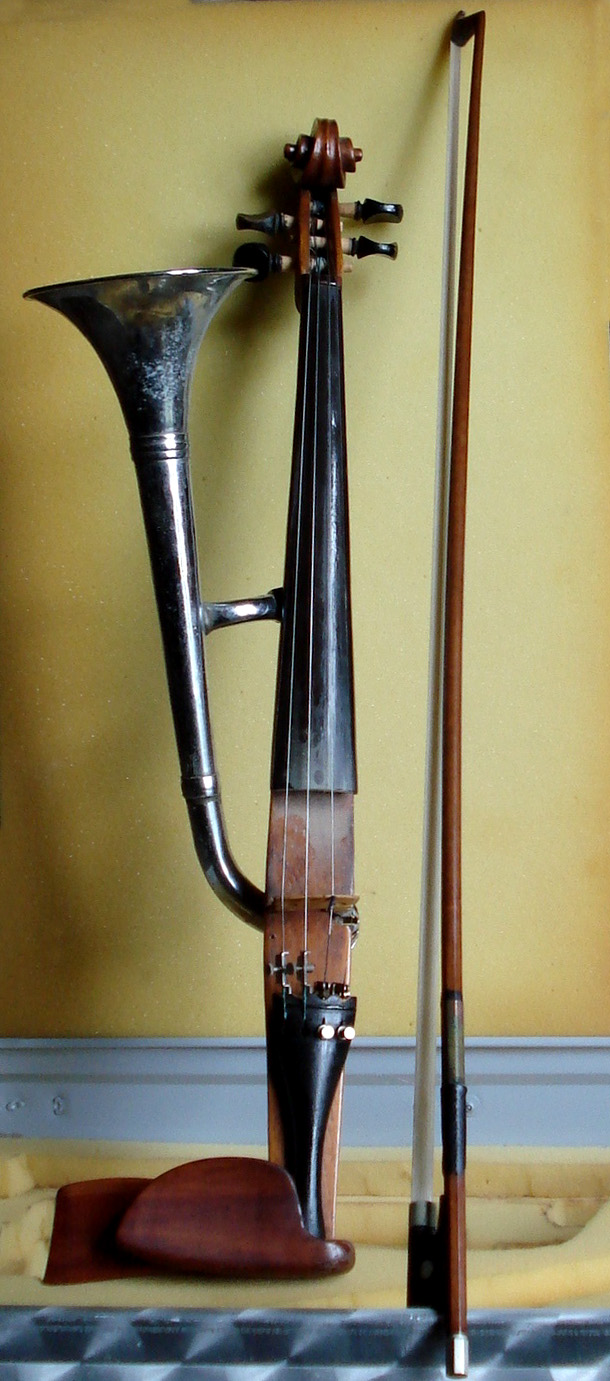
Violinofón rumano
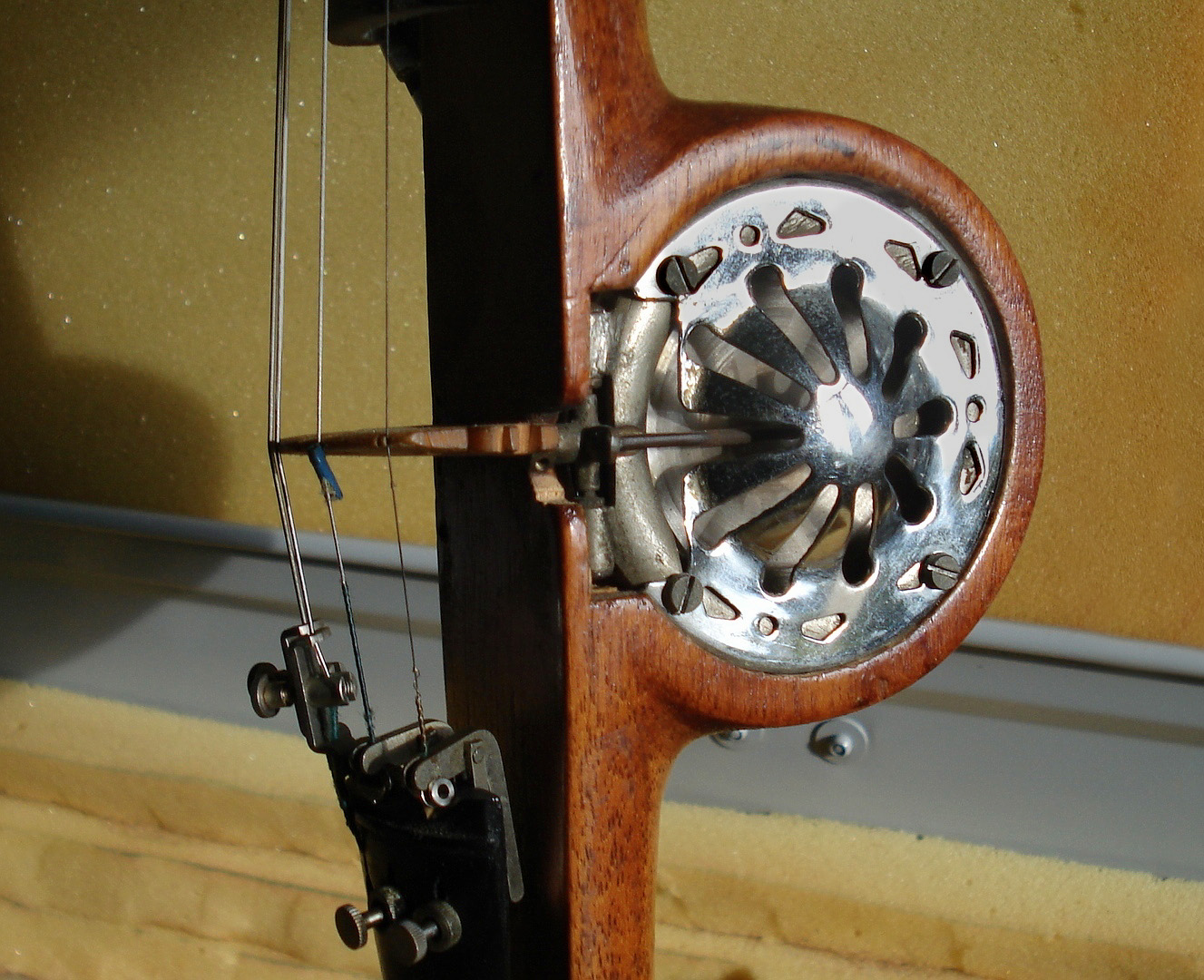
El gramofón recibe las señales de las cuerdas
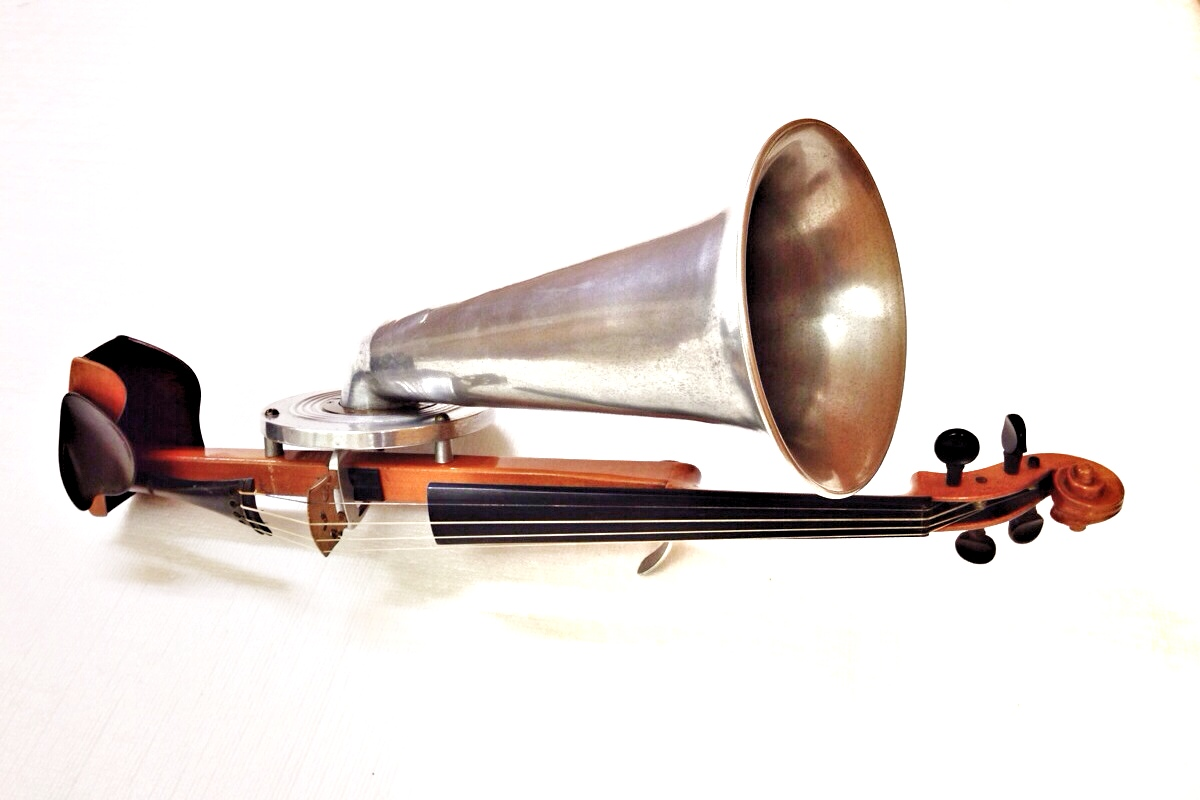
Violinofón del Museu de la Música de Barcelona